# Нові Псарьки
Нові Пса́рьки (рос. Новые Псарьки) — присілок у складі Богородського міського округу Московської області, Росія.

## Населення
Населення — 88 осіб (2010; 81 у 2002).
Національний склад (станом на 2002 рік):
- росіяни — 88 %